# Eleição municipal de Rio Branco em 1996
A eleição municipal de Rio Branco em 1996 ocorreu em 3 de outubro do mesmo ano, para a eleição de um prefeito, um vice-prefeito e 18 vereadores da cidade. O prefeito Jorge Viana (PT) terminaria seu mandato em 1 de janeiro de 1997. Mauri Sérgio (PMDB) foi eleito prefeito da capital acriana, e governou a cidade pelo período de 1º de janeiro de 1997 a 31 de dezembro de 2000.

## Candidatos
|  | Nº | Candidato(a) a prefeito | Candidato(a) a prefeito                                      | Candidato(a) a vice-prefeito | Candidato(a) a vice-prefeito                                   | Coligação |
|  | -- | ----------------------- | ------------------------------------------------------------ | ---------------------------- | -------------------------------------------------------------- | --- |
|  | 11 |                         | Carlos Airton (PPB) Carlos Airton Magalhães Santana de Souza |                              | Não disponível                                                 | não conhecido - Partido Progressista Brasileiro (PPB) Partido da Frente Liberal (PFL) |
|  | 45 |                         | Damião Pereira (PSDB) Damião Pereira de Araújo               |                              | Carlos Alberto Pereira (PSDB) Carlos Alberto Pereira Rodrigues | Nome Desconhecido: - Partido da Social Democracia Brasileira (PSDB) - Partido Social Liberal (PSL) - Partido Liberal (PL)                                                                                |
|  | 70 |                         | José Matos da Silva (PTdoB) José Matos da Silva              |                              | Mara Das Candeias (PTdoB) Mara Das Candeias Soares De Mesquita | Sem Coligação: - Partido Trabalhista do Brasil (PTdoB) |
|  | 13 |                         | Marcos Afonso (PT) Marcos Afonso Pontes De Souza             |                              | Tacio de Brito (PT) Tacio de Brito                             | Frente Popular: - Partido dos Trabalhadores (PT) - Partido Socialista Brasileiro (PSB) - Partido Verde (PV) - Partido Socialista dos Trabalhadores Unificado (PSTU) - Partido Popular Sindicalista (PPS) |
|  | 15 |                         | Mauri Sérgio (PMDB) Mauri Sérgio Moura de Oliveira           |                              | Chicão Brígido (PMDB) Francisco Brígido Da Costa               | Nome Deconhecido: - Partido do Movimento Democrático Brasileiro (PMDB) - Partido Democrático Trabalhista (PDT)                                                                                           |
|  | 14 |                         | Moisés Filho (PTB) Moisés Faustino da Rocha Filho            |                              | Leticia Ripardo (PTB) Leticia Da Silva Ripardo                 | Sem Coligação: - Partido Trabalhista Brasileiro (PTB) |
|  | 33 |                         | Sérgio Petecão (PMN) Sérgio de Oliveira Cunha                |                              | João Batista Nogueira (PMN) João Batista Nogueira              | Sem Coligação: - Partido da Mobilização Nacional (PMN) |
|  | 65 |                         | Sérgio Taboada (PCdoB) Sérgio Rocha Taboada                  |                              | Edvaldo Soares (PCdoB) Edvaldo Soares De Magalhães             | Sem Coligação: - Partido Comunista do Brasil (PCdoB) |

## Resultado da eleição

### Prefeito
| 1º Turno 3 de outubro de 1996 | 1º Turno 3 de outubro de 1996 | 1º Turno 3 de outubro de 1996 | 1º Turno 3 de outubro de 1996 |
| Candidato(a)                  | Vice                          | Votação                       | Votação                       |
| Candidato(a)                  | Vice                          | Total                         | Porcentagem                   |
| ----------------------------- | ----------------------------- | ----------------------------- | ----------------------------- |
| Mauri Sérgio (PMDB)           | Chicão Brígido (PMDB)         | 45.113                        | 46,80%                        |
| Marcos Afonso (PT)            | Tacio de Brito (PT)           | 41.503                        | 43,05%                        |
| Carlos Airton (PPB)           | Não disponível                | 5.500                         | 5,71%                         |
| Sérgio Petecão (PMN)          | João Batista Nogueira (PMN)   | 2.294                         | 2,38%                         |
| Sérgio Taboada (PCdoB)        | Edvaldo Soares (PCdoB)        | 975                           | 1,01%                         |
| Damião Pereira (PSDB)         | Carlos Alberto Pereira (PSDB) | 401                           | 0,41%                         |
| Moisés Filho (PTB)            | Leticia Ripardo (PTB)         | 335                           | 0,35%                         |
| José Matos da Silva (PTdoB)   | Mara Das Candeias (PTdoB)     | 277                           | 0,29%                         |
| Total de votos válidos        | Total de votos válidos        | 96.398                        | 100,00%                       |
| Votos apurados                |                               |                               |                               |
| Votos válidos                 | Votos válidos                 | 96.398                        | 93,86%                        |
| Votos em branco               | Votos em branco               | 892                           | 0,87%                         |
| Votos nulos                   | Votos nulos                   | 5.413                         | 5,27%                         |
| Total de votos apurados       | Total de votos apurados       | 102.703                       | 100,00%                       |
| Eleitores                     |                               |                               |                               |
| Comparecimento                | Comparecimento                | 102.703                       | 79,63%                        |
| Abstenções                    | Abstenções                    | 26.276                        | 20,37%                        |
| Total de eleitores            | Total de eleitores            | 128.979                       | 100,00%                       |

| Partido | Partido | Candidato           | Votos  | Votos (%) |
| ------- | ------- | ------------------- | ------ | --------- |
|         | PMDB    | Mauri Sérgio        | 45 113 | 46,8%     |
|         | PT      | Marcos Afonso       | 41 503 | 43,05%    |
|         | PPB     | Carlos Airton       | 5 500  | 5,71%     |
|         | PMN     | Sérgio Petecão      | 2 294  | 2,38%     |
|         | PCdoB   | Sérgio Taboada      | 975    | 1,01%     |
|         | PSDB    | Damião Pereira      | 401    | 0,42%     |
|         | PTB     | Moisés Filho        | 335    | 0,35%     |
|         | PTdoB   | José Matos da Silva | 277    | 0,29%     |
| Totais  | Totais  | Totais              | 96 398 |           |